# Superliga Indiana de 2015
A Indian Super League, ou (em português) Superliga Indiana, foi a segunda edição da nova competição de futebol disputada na Índia entre 3 de outubro e 20 de dezembro de 2015.

## Regulamento
Disputa-se entre outubro e dezembro, com as oito equipes que se enfrentam entre si por duas vezes (ida e volta), concluindo a primeira fase com o apuramento dos quatro primeiros classificados para as semi-finais. Jogam-se a duas mãos, e os vencedores de cada eliminatória jogarão a final, esta sim, disputada a jogo único.

## Participantes
| Equipes             | Treinador           | Cidades       | Em 2014 | Estádios (mando) |
| ------------------- | ------------------- | ------------- | ------- | ---------------- |
| Atlético de Kolkata | Antonio López Habas | Cusra         | Campeão | Salt Lake        |
| Chennaiyin          | Marco Materazzi     | Chennai       | 3º      | Jawaharlal Nehru |
| Delhi Dynamos       | Roberto Carlos      | Nova Déli     | 5º      | Jawaharlal Nehru |
| Goa                 | Zico                | Vasco da Gama | 4º      | Fatorda          |
| Kerala Blasters     | Terry Phelan        | Cochim        | Vice    | Jawaharlal Nehru |
| Mumbai City         | Peter Reid          | Bombaim       | 7º      | DY Patil         |
| NorthEast United    | César Farías        | Guwahati      | 8º      | Indira Gandhi    |
| Pune City           | David Platt         | Pune          | 6º      | Balewadi         |

## Sedes
Seis cidades receberão os jogos da Superliga Indiana de 2015.
| Kolkata             | Déli                           | Goa                | Bombaim            | Guwahati           | Pune               |
| ------------------- | ------------------------------ | ------------------ | ------------------ | ------------------ | ------------------ |
| Salt Lake           | Jawaharlal Nehru               | Fatorda            | DY Patil           | Indira Gandhi      | Balewadi           |
| Capacidade: 150.000 | Capacidade: 78.000 (reformado) | Capacidade: 27.300 | Capacidade: 55.000 | Capacidade: 35.000 | Capacidade: 11.500 |
|                     |                                |                    |                    |                    |                    |

## Primeira fase
| Classificação | Classificação       | Classificação | Classificação | Classificação | Classificação | Classificação | Classificação | Classificação | Classificação | Classificação |
| Pos           | Times               | Pts           | J             | V             | E             | D             | GP            | GC            | SG            |               |
| ------------- | ------------------- | ------------- | ------------- | ------------- | ------------- | ------------- | ------------- | ------------- | ------------- | ------------- |
| 1             | Goa                 | 25            | 14            | 7             | 4             | 3             | 29            | 20            | +9            |               |
| 2             | Atlético de Kolkata | 23            | 14            | 7             | 2             | 5             | 26            | 17            | +9            |               |
| 3             | Chennaiyin          | 22            | 14            | 7             | 1             | 6             | 25            | 15            | +10           |               |
| 4             | Delhi Dynamos       | 22            | 14            | 6             | 4             | 4             | 18            | 20            | –2            |               |
| 5             | NorthEast United    | 20            | 14            | 6             | 2             | 6             | 18            | 23            | –5            |               |
| 6             | Mumbai City         | 16            | 14            | 4             | 4             | 6             | 16            | 26            | –10           |               |
| 7             | Pune City           | 15            | 14            | 4             | 3             | 7             | 17            | 23            | –4            |               |
| 8             | Kerala Blasters     | 13            | 14            | 3             | 4             | 7             | 22            | 27            | –5            |               |

| Resultados          | Resultados | Resultados | Resultados | Resultados | Resultados | Resultados | Resultados | Resultados | Resultados |
|                     | ATL        | CHE        | DEL        | GOA        | KER        | MUM        | NOR        | PUN        |            |
| ------------------- | ---------- | ---------- | ---------- | ---------- | ---------- | ---------- | ---------- | ---------- | ---------- |
| Atlético de Kolkata | —          | 1–0        | 0–1        | 4–0        | 2–1        | 2–3        | 0–1        | 4–1        |            |
| Chennaiyin          | 2–3        | —          | 4–0        | 0–2        | 4–1        | 3–0        | 1–2        | 2–1        |            |
| Delhi Dynamos       | 1–1        | 1–0        | —          | 2–3        | 3–3        | 1–1        | 1–1        | 3–1        |            |
| Goa                 | 1–1        | 0–4        | 2–0        | —          | 2–1        | 7–0        | 1–1        | 1–1        |            |
| Kerala Blasters     | 2–3        | 1–1        | 0–1        | 1–5        | —          | 0–0        | 3–1        | 2–0        |            |
| Mumbai City         | 1–4        | 0–2        | 2–0        | 2–0        | 1–1        | —          | 5–1        | 0–0        |            |
| NorthEast United    | 1–0        | 2–0        | 1–2        | 1–3        | 1–4        | 2–0        | —          | 3–2        |            |
| Pune City           | 1–0        | 0–1        | 1–2        | 2–2        | 3–2        | 3–1        | 1–0        | —          |            |

|  |                               |
|  | Classificados para fase final |

|  |                      |
|  | Vitória do mandante  |
|  | Vitória do visitante |
|  | Empate               |

## Fase final
Em itálico, os times que possuem o mando de campo no primeiro jogo do confronto e em negrito os times classificados.
|  | Semifinais 11 a 16 dezembro | Semifinais 11 a 16 dezembro | Semifinais 11 a 16 dezembro | Semifinais 11 a 16 dezembro |   |     | Final 20 de dezembro | Final 20 de dezembro |
|  |                             |                             |                             |                             |   |     |                      |                      |
|  | Delhi Dynamos               | 1                           | 0                           | 1                           |   |     |                      |                      |
|  | Goa                         | 0                           | 3                           | 3                           |   |     |                      |                      |
|  | Goa                         | 0                           | 3                           | 3                           |   | Goa | 2                    |                      |
|  |                             |                             |                             |                             |   | Goa | 2                    |                      |
|  |                             | Chennaiyin                  | 3                           |                             |   |     |                      |                      |
|  | Chennaiyin                  | Chennaiyin                  | 3                           | 3                           | 1 | 4   |                      |                      |
|  | Chennaiyin                  |                             |                             | 3                           | 1 | 4   |                      |                      |
|  | Atlético de Kolkata         | 0                           | 2                           | 2                           |   |     |                      |                      |

### Semifinais
Jogos de Ida
| 11 de dezembro | Delhi Dynamos | 1 – 0     | Goa | Jawaharlal Nehru, Nova Déli |
| 19:00 UTC+5:30 | Singh 42'     | Relatório |     | Público: 23,874             |

| 12 de dezembro | Chennaiyin                             | 3 – 0     | Atlético de Kolkata | Jawaharlal Nehru, Chennai |
| 19:00 UTC+5:30 | Pelissari 38' · Jeje 57' · Mendoza 68' | Relatório |                     | Público: 7,965            |

Jogos de Volta
| 15 de dezembro | Goa                                      | 3 – 0     | Delhi Dynamos | Fatorda, Goa    |
| 19:00 UTC+5:30 | Jofre 11' · Rafael Coelho 27' · Dudu 87' | Relatório |               | Público: 19,796 |

Goa venceu por 3–1 no placar agregado e avançou para Final.
| 16 de dezembro | Atlético de Kolkata  | 2 – 1     | Chennaiyin  | Salt Lake, Kolkata |
| 19:00 UTC+5:30 | Lekić 22' · Hume 87' | Relatório | 90' Teferra | Público: 68,340    |

Chennaiyin venceu por 4–2 no placar agregado e avançou para Final.

### Final
| 20 de dezembro | Goa                    | 2 – 3     | Chennaiyin                                               | Fatorda, Goa |
| 19:00 UTC+5:30 | Haokip 58' · Jofre 87' | Relatório | 54' Bruno Pelissari · 90' (g.c.) Kattimani · 90' Mendoza |              |

## Premiação
| Superliga Indiana de 2015      |
| ------------------------------ |
| Chennaiyin Campeão (1º título) |

## Estatísticas
Atualizado 21 de dezembro de 2015
| Pos | Jogador             | Time                | Gols |
| --- | ------------------- | ------------------- | ---- |
| 1   | Stiven Mendoza      | Chennaiyin          | 13   |
| 2   | Iain Hume           | Atlético de Kolkata | 11   |
| 3   | Reinaldo            | Goa                 | 7    |
| 3   | Sunil Chhetri       | Mumbai City         | 7    |
| 5   | Antonio German      | Kerala Blasters     | 6    |
| 5   | Jeje Lalpekhlua     | Chennaiyin          | 6    |
| 5   | Chris Dagnall       | Kerala Blasters     | 6    |
| 8   | Arata Izumi         | Atlético de Kolkata | 5    |
| 8   | Nicolás Vélez       | NorthEast United    | 5    |
| 10  | Jofre               | Goa                 | 4    |
| 10  | Elano               | Chennaiyin          | 4    |
| 10  | Mohammed Rafi       | Kerala Blasters     | 4    |
| 10  | Richard Gadze       | Delhi Dynamos       | 4    |
| 10  | Dudu Omagbemi       | Goa                 | 4    |
| 10  | Thongkhosiem Haokip | Goa                 | 4    |
| 10  | Kalu Uche           | Pune City           | 4    |
| 10  | Adrian Mutu         | Pune City           | 4    |
| 10  | Robin Singh         | Delhi Dynamos       | 4    |

| Pos. | Jogador         | Time                | Ass. |
| ---- | --------------- | ------------------- | ---- |
| 1    | Léo Moura       | Goa                 | 8    |
| 1    | Florent Malouda | Delhi Dynamos       | 8    |
| 3    | Sameehg Doutie  | Atlético de Kolkata | 6    |
| 4    | Iain Hume       | Atlético de Kolkata | 4    |
| 4    | Reinaldo        | Goa                 | 4    |
| 4    | Jofre           | Goa                 | 4    |
| 4    | Elano           | Chennaiyin          | 4    |
| 4    | Romeo Fernandes | Goa                 | 4    |
| 9    | Stiven Mendoza  | Chennaiyin          | 3    |
| 9    | Antonio German  | Kerala Blasters     | 3    |
| 9    | Jeje Lalpekhlua | Chennaiyin          | 3    |
| 9    | Diomansy Kamara | NorthEast United    | 3    |
| 9    | Sony Norde      | Mumbai City         | 3    |
| 9    | Selim Benachour | Mumbai City         | 3    |
| 9    | Josué Currais   | Kerala Blasters     | 3    |
| 9    | Jayesh Rane     | Chennaiyin          | 3    |
| 9    | Sanju Pradhan   | NorthEast United    | 3    |
| 9    | Nicky Shorey    | Pune City           | 3    |
| 9    | Jaime Gavilán   | Atlético de Kolkata | 3    |
| 9    | Thoi Singh      | Chennaiyin          | 3    |

### Hat-Tricks
| Jogador             | Para                | Contra              | Resultado | Data                   | Ref.  |
| ------------------- | ------------------- | ------------------- | --------- | ---------------------- | ----- |
| Stiven Mendoza      | Chennaiyin FC       | FC Goa              | 4–0       | 11 de outubro de 2015  | [ 3 ] |
| Iain Hume           | Atlético de Kolkata | Mumbai City FC      | 4–1       | 01 de novembro de 2015 | [ 4 ] |
| Thongkhosiem Haokip | FC Goa              | Mumbai City FC      | 7–0       | 17 de novembro de 2015 | [ 5 ] |
| Dudu Omagbemi       | FC Goa              | Mumbai City FC      | 7–0       | 17 de novembro de 2015 | [ 5 ] |
| Stiven Mendoza      | Chennaiyin FC       | Kerala Blasterss FC | 4–1       | 21 de novembro de 2015 | [ 6 ] |
| Iain Hume           | Atlético de Kolkata | FC Pune City        | 4–1       | 27 de novembro de 2015 | [ 7 ] |
| Reinaldo            | FC Goa              | Kerala Blasterss FC | 5–1       | 29 de novembro de 2015 | [ 8 ] |